# Périlymphe
Le mot périlymphe désigne le liquide présent dans les rampes vestibulaires et tympaniques. Lorsqu'une onde bouge les osselets dans l'oreille moyenne, la platine du stapès se déplace et crée une pression à l'intérieur de la rampe vestibulaire. La périlymphe est alors poussée le long de la rampe vestibulaire, puis passe dans la rampe tympanique par l'hélicotréma à l'apex de la cochlée.